# 勝手サイト
勝手サイト（かってサイト）とは、携帯電話IP接続サービスで閲覧可能なウェブサイトの中で、キャリアのメニューサイトカテゴリに収録されていないサイトである。非公式サイト（ひこうしきサイト）、あるいは一般サイト（いっぱんサイト）と呼ばれる場合もある。

## 概要
携帯電話会社が提供するポータルメニューには登録されないため、アクセスを行いやすくするために、特定のメールアドレスに対して空の電子メールを送って、URLを携帯メールに返信させる方法や、URLを記述したQRコードを雑誌や街路広告などに記載し、携帯電話端末で読み取らせる方法や、「～で検索」と書かれた広告によって検索サイトから検索させて接続させる方法が多く用いられた。
またウェブサイトや空メール用のアドレスはパソコン用のサイトに対して比較的短く設定されていることが多かった。
携帯電話会社の公式サイトの対象から除外されている、いわゆる「出会い系サイト」やその他の成人向けサイト、他にはPC向けサイト変換サービス、電子掲示板、ウェブログ、各種商品の販売促進広告やプロモーション、懸賞キャンペーンの応募サイトなどがあった。

空メールへの自動返信で会員固有のURLを発行する方法や端末（SIMカード対応端末ではSIMカード）の識別番号（契約者固有ID）で個人認証を行うことができるが、キャリアの提供する課金システムは公式サイトでしか使用できないため（auのオープンサイトを除く）、クレジットカードやアフィリエイト（公式サイトへの登録を斡旋し、広告料をポイントとして利用者に還元する）、あるいは電子マネーで課金を行っていることが多かった。
また公式サイトに対してパケットを消費するサイトが多いのも特徴で、特に動画や音声を扱うサイトでは合計で数十から数百メガバイトのファイルをダウンロードすることもあり、当時の回線では大きな負担になった。

## 背景
iモードなどガラケーの大半はフルブラウザに対応していないため、PC用のインターネット空間にアクセスできず、各キャリアの提供する「公式サイト」の利用が前提の閉じた世界だった。しかし、あらかじめCompact HTMLで記述したり、ページあたりの容量を一定以下にするなどの仕様を満たしていれば閲覧が可能であったため、誰でもiモード対応ウェブサイトを公開することができた。それらは「公式サイト」に対し、俗に「勝手サイト」という呼称がつけられた。iモードの普及には、勝手サイトの存在が大きな役割を果たしたといわれている。
その後、EZwebやYahoo!ケータイ、EMnet等もCompact HTMLに対応したため、ウェブページの作りようによっては全社対応のサイトの構築も可能であった。
なお、ツーカーのプリペイド式携帯電話「プリケー」のコンテンツサービス「プリ de EZ」では、勝手サイトへのアクセスはできない。